# مرداس بن عبد سعد السعدي
مرداس بن عبد سَعْد السعديُّ ذكره ابْنُ شَاهِينَ في الصحابة، وأخرج مِنْ طريق يحيى بن عبد الله بن عبد بن سعد؛ قال: قدم رجلٌ من بني عبد بن سعد يقال له مِرْداس؛ فأسلم، وانصرف، فلقيته خَيْلُ النبي صلى الله عليه وسلم فقتلته ــ يعني خطأ ــ ظنوه كافرًا... فذكر القصة، وفي سنده مقال.